# Beilrode
Beilrode ist eine Gemeinde im Landkreis Nordsachsen in Sachsen. Sie ist Sitz der Verwaltungsgemeinschaft Beilrode.

## Geographie

### Lage
Die Gemeinde liegt in der Elbniederung östlich der Elbe und am Südrand der Annaburger Heide an der Grenze zu Brandenburg und Sachsen-Anhalt. Nachbarstädte sind Torgau (4 km), Belgern-Schildau (10 km) und Falkenberg/Elster (13 km).

### Ortsteile

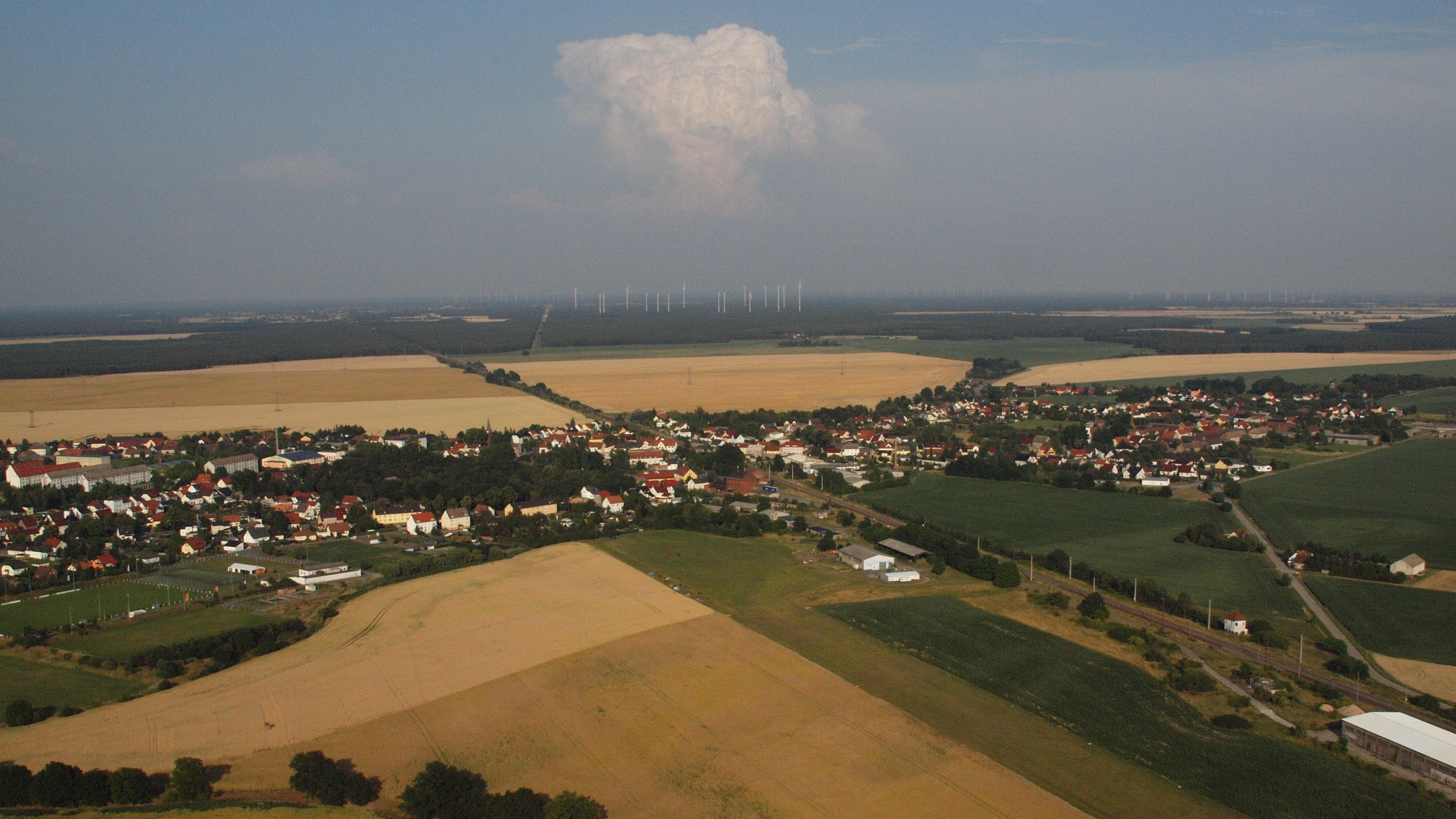
Luftaufnahme Beilrode (2015)

- Beilrode
- Dautzschen
- Döbrichau
- Döhlen
- Eulenau
- Großtreben
- Kreischau
- Last
- Neubleesern
- Rosenfeld
- Zwethau

## Geschichte
Beilrode entstand 1938 durch den Zusammenschluss der beiden selbständigen Dörfer Zeckritz und Zschackau, in dessen Rahmen die beiden sorbischstämmigen Ortsnamen im Rahmen der nationalsozialistischen Germanisierungspolitik verschwanden, da sie nicht als Ortsteile weiterbestanden. Der neu geschaffene Name „Beilrode“ wurde an den alten Namen Zeckritz angelehnt, der vermutlich vom sorbischen Wort für „Axt, Beil“ stammt, vgl. obersorbisch sekera.
Nach 1990 wurde auch das Dorf Döbrichau an der B 87 in Richtung Herzberg/Elster eingemeindet.
Die Freiwillige Feuerwehr in Beilrode feierte 2006 ihr 110-jähriges Bestehen.
Die Windmühle im Ortsteil Zschackau wurde am 4. Dezember 1779 durch einen Sturm zerstört.
Am 1. Januar 2011 schlossen sich die beiden Gemeinden Beilrode und Großtreben-Zwethau zur neuen Gemeinde Beilrode mit nun elf Ortsteilen zusammen.
Eingemeindungen
| Ehemalige Gemeinde bzw. Gutsbezirk  | Datum                | Anmerkung                                                                                     |
| ----------------------------------- | -------------------- | --------------------------------------------------------------------------------------------- |
| Böhlen                              | 1. April 1874        | Teileingliederung der wüsten Mark in die Gemeinde Großtreben und in den Gutsbezirk Großtreben |
| Dautzschen                          | 1. April 1974        | Eingemeindung nach Großtreben                                                                 |
| Döbrichau                           | 1. Januar 1999       |                                                                                               |
| Döhlen, Gutsbezirk                  | zwischen 1928 - 1930 | Umwandlung des Gutsbezirk zur Gemeinde Döhlen                                                 |
| Döhlen                              | 20. Juli 1950        | Eingemeindung nach Rosenfeld                                                                  |
| Eulenau                             | vor 1910             | Eingemeindung nach Zwethau                                                                    |
| Eulenau, Gutsbezirk Rittergut       | vor 1910             | Eingemeindung nach Zwethau                                                                    |
| Gostewitz                           | 1. April 1874        | Teileingliederung der wüsten Mark nach Großtreben und in den Gutsbezirk Großtreben            |
| Großtreben, Gutsbezirk              | zwischen 1928 - 1930 | Eingemeindung des Gutsbezirks nach Großtreben                                                 |
| Großtreben                          | 1. Januar 1994       |                                                                                               |
| Großtreben-Zwethau                  | 1. Januar 2011       |                                                                                               |
| Kreischau                           | 20. Juli 1950        | Eingemeindung nach Zwethau                                                                    |
| Kreischau, Gutsbezirk               | zwischen 1928 - 1930 |                                                                                               |
| Last (Last Mockritz)                | zwischen 1880 - 1900 | Eingemeindung des Gutsbezirks nach Dautzschen                                                 |
| Neubleesern, Gutsbezirk             | 1901/1902            | Eingliederung in den Gutsbezirk Döhlen                                                        |
| Rosenfeld                           | 1. April 1974        | Eingemeindung nach Zwethau                                                                    |
| Rosenfeld, Gutsbezirk Oberförsterei | zwischen 1928 - 1950 | Teileingliederung nach Beilrode, Döbrichau und Rosenfeld                                      |
| Zeckritz                            | 1. Oktober 1938      | Zusammenschluss mit Zschackau zu Beilrode                                                     |
| Zschackau                           | 1. Oktober 1938      | Zusammenschluss mit Zeckritz zu Beilrode                                                      |
| Zwethau                             | 1. Januar 1994       | Zusammenschluss mit Großtreben zu Großtreben-Zwethau                                          |

## Bevölkerung
| Jahr | Einwohner |
| ---- | --------- |
| 2002 | 2.838     |
| 2005 | 2.658     |
| 2010 | 4.488     |
| 2015 | 4.240     |
| 2020 | 4.122     |

| Jahr | Einwohner |
| ---- | --------- |
| 2021 | 4.045     |
| 2022 | 4.231     |
| 2023 | 4.196     |
| 2024 | 4.161     |

Stand: 31. Dezember des jeweiligen Jahres (Angaben des Statistischen Landesamtes Sachsen), ab 2011 auf Basis des Zensus 2011, ab 2022 auf Basis des Zensus 2022
Der Anstieg der Einwohnerzahl 2010 ist auf den Zusammenschluss von Beilrode und Großtreben-Zwethau zurückzuführen.

## Politik

### Gemeinderat
Seit der Gemeinderatswahl am 9. Juni 2024 verteilen sich die 16 Sitze des Gemeinderates folgendermaßen auf die einzelnen Parteien und Gruppierungen:
- Linke: 1
- SPD: 1
- UWV: 5
- BIKO: 4
- FDP: 1
- CDU: 4

| Liste                                                             | 2024   | 2024   | 2019   | 2019   | 2014   | 2014   |
| Liste                                                             | Sitze  | in %   | Sitze  | in %   | Sitze  | in %   |
| ----------------------------------------------------------------- | ------ | ------ | ------ | ------ | ------ | ------ |
| Unabhängige Wählervereinigung (UWV)                               | 5      | 32,6   | 5      | 27,0   | 2      | 15,9   |
| Bürgerinitiative Ostelbien gegen unsoziale Kommunalabgaben (BIKO) | 4      | 27,0   | 6      | 31,7   | 4      | 26,7   |
| CDU                                                               | 4      | 24,5   | 3      | 20,3   | 5      | 28,0   |
| SPD                                                               | 1      | 6,8    | –      | 4,4    | –      | –      |
| FDP                                                               | 1      | 5,1    | 1      | 10,1   | 3      | 18,0   |
| Die Linke                                                         | 1      | 4,0    | 1      | 6,6    | 2      | 11,5   |
| Gesamt                                                            | 16     | 100    | 16     | 100    | 16     | 100    |
| Wahlbeteiligung                                                   | 66,4 % | 66,4 % | 57,0 % | 57,0 % | 44,6 % | 44,6 % |

### Bürgermeister
- seit 2016: René Vetter (parteilos)

Vetter wurde am 9. Oktober 2016 mit 56,1 % der gültigen Stimmen gewählt. Er wurde am 27. August 2023 mit 95,9 % der gültigen Stimmen für eine weitere Amtszeit von sieben Jahren in seinem Amt bestätigt.
| Wahl | Bürgermeister     | Vorschlag        | Wahlergebnis (in %) |
| ---- | ----------------- | ---------------- | ------------------- |
| 2023 | René Vetter       | Vetter           | 95,9                |
| 2016 | René Vetter       | BIKO, Linke, FDP | 56,1                |
| 2011 | Heike Schmidt     | CDU              | 68,8                |
| 2008 | Heike Schmidt     | CDU              | 52,6                |
| 2001 | Friedhelm Kuschel | F.D.P.           | 87,2                |
| 1994 | Friedhelm Kuschel | F.D.P.           | 53,3                |

## Sehenswürdigkeiten

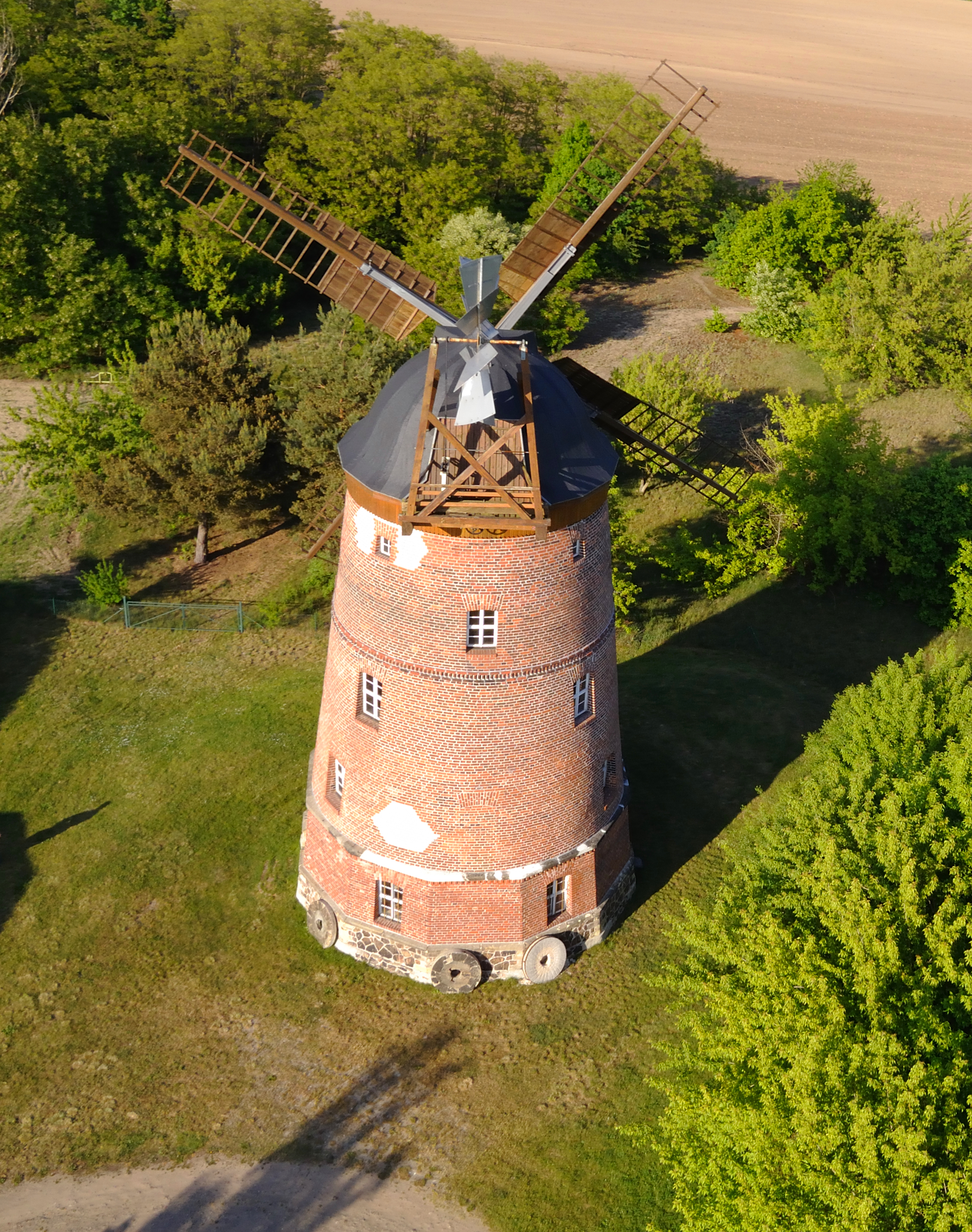
Holländerwindmühle

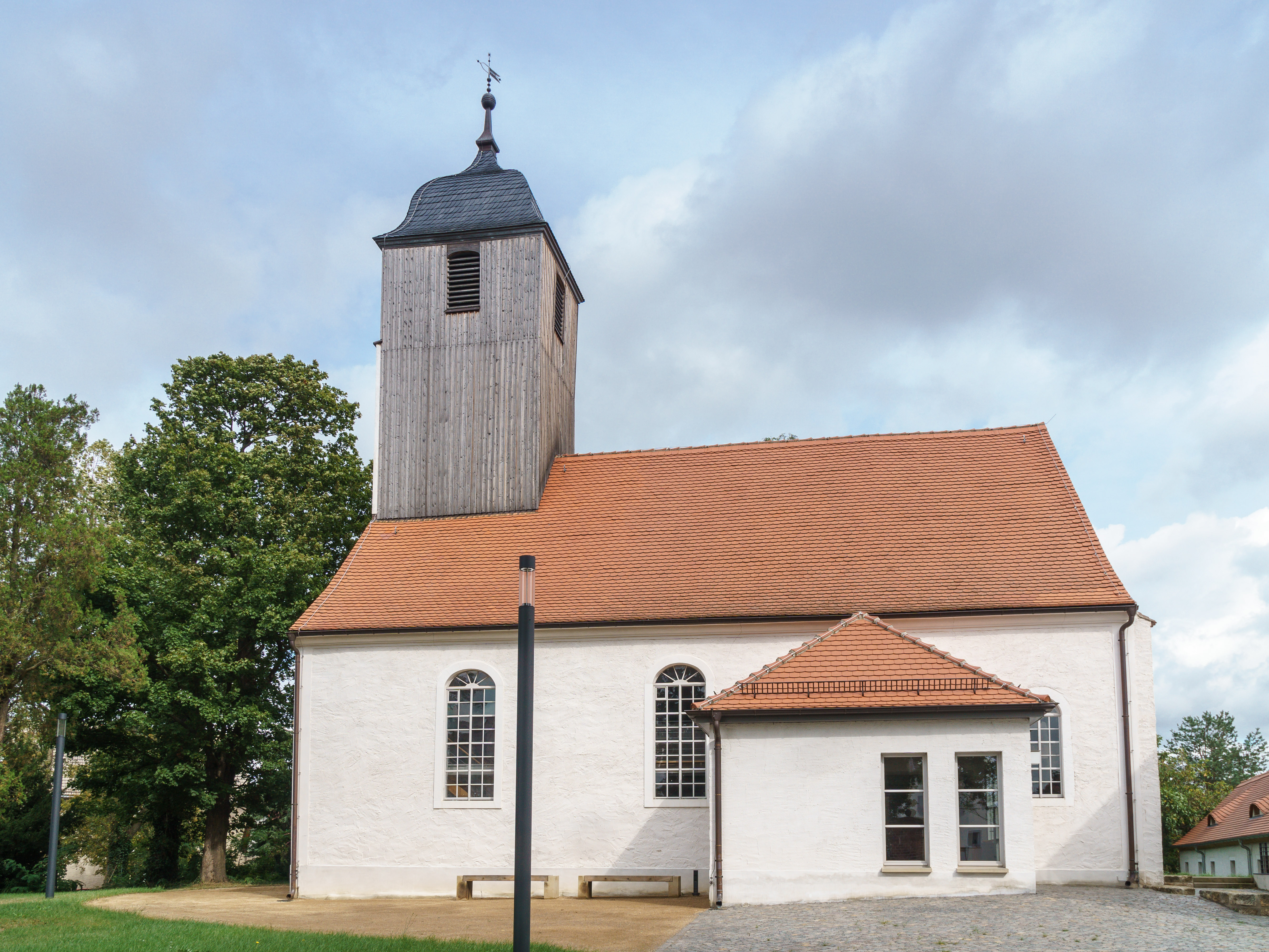
Heilandskirche

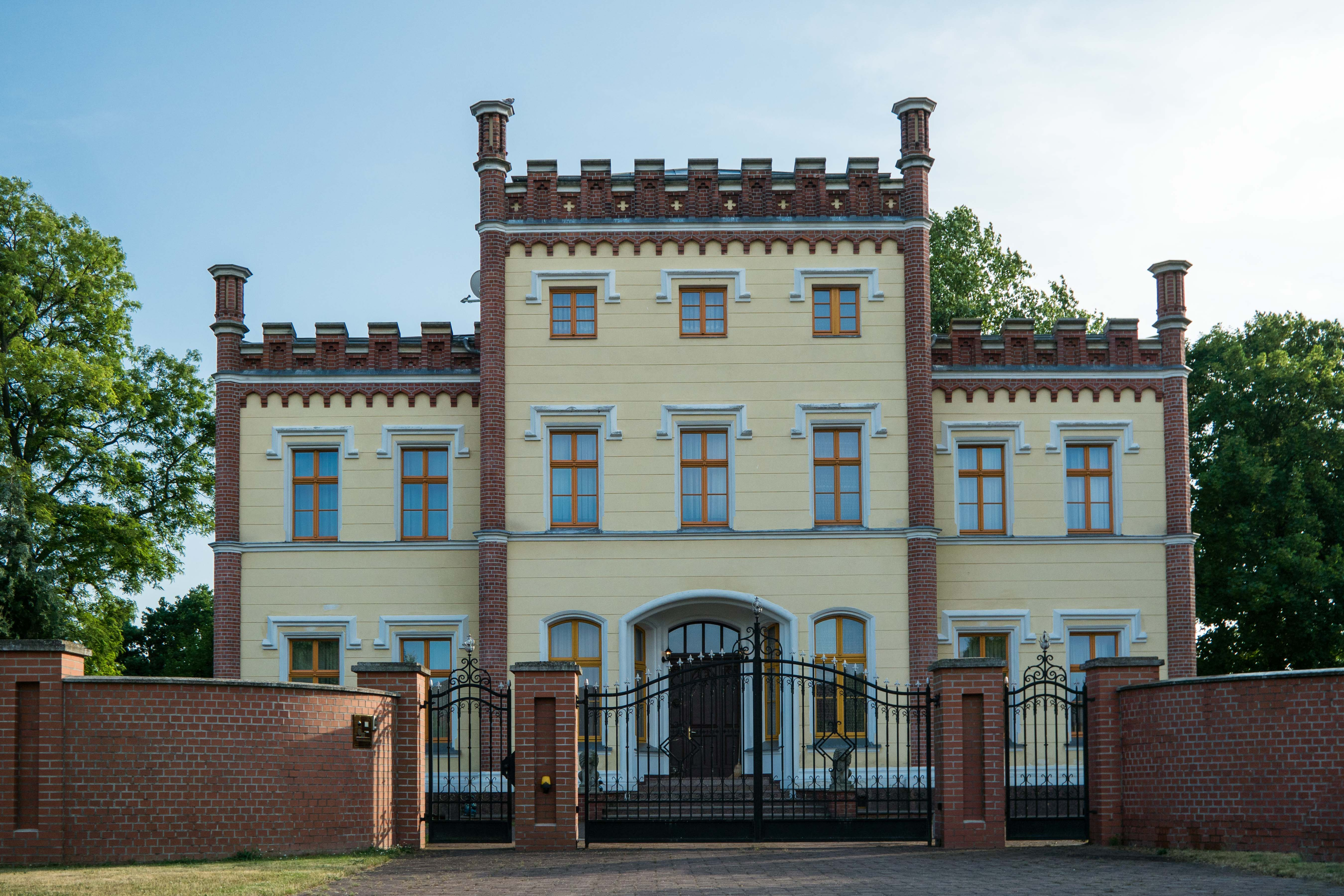
Herrenhaus Last

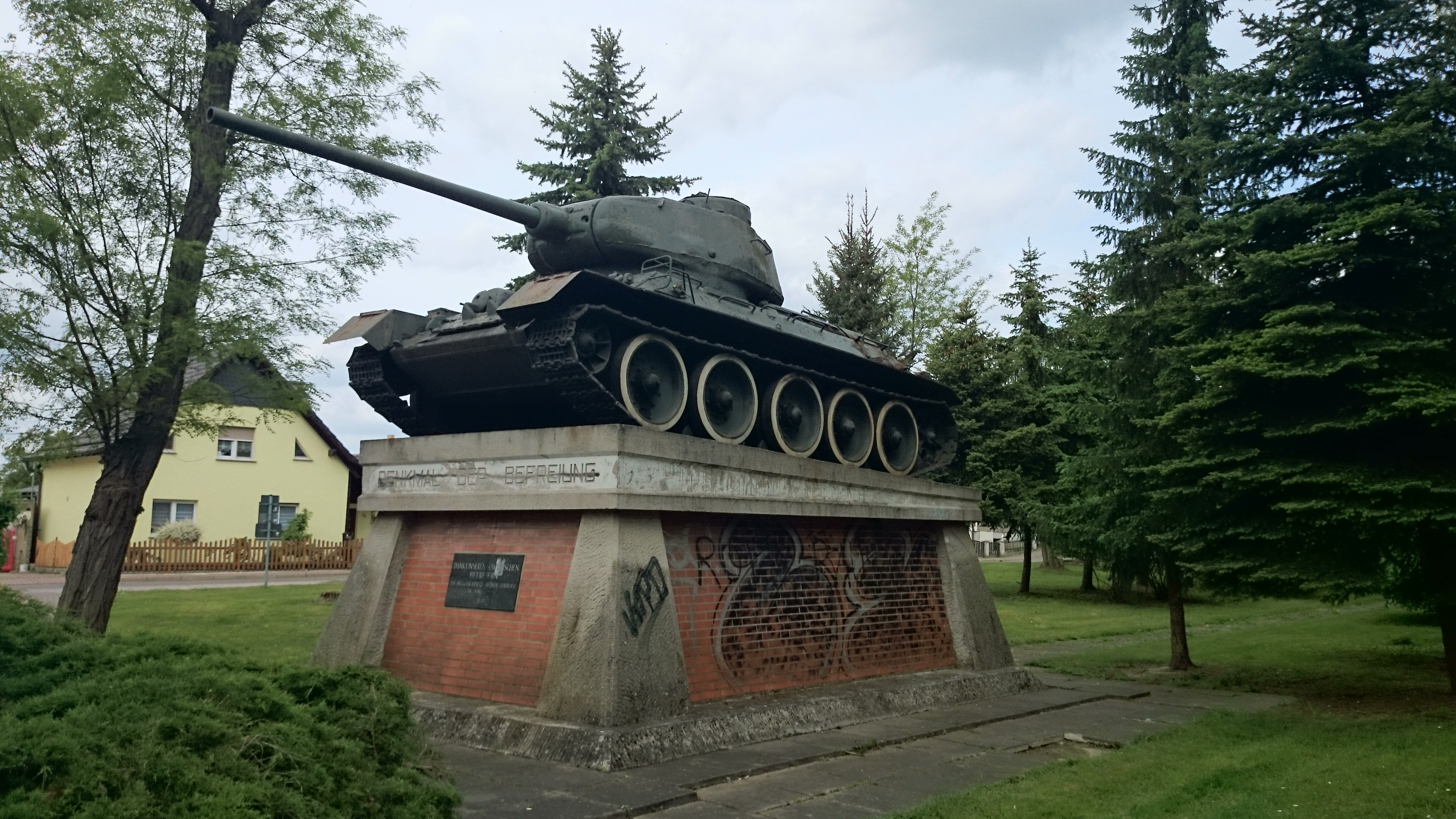
Panzerdenkmal

- Holländerwindmühle, eine Turmwindmühle, 1870 erbaut. 1908 erfolgte der Umbau auf elektrischen Antrieb und der Einbau eines Walzenstuhls. Weitere Modernisierungen gab es im Jahr 1945 und Mitte der 1950er Jahre. Dabei wurden auch die zum Ende des Zweiten Weltkriegs entstandenen Schäden beseitigt, an die noch einige sichtbare Einschusslöcher erinnern. Die Mühle blieb bis 1978 in Betrieb. Seit 2002 ist sie als voll funktionstüchtige Windmühle eine Touristenattraktion. Mit ihren fünf Etagen gilt sie als eine der höchsten Windmühlen in Sachsen.[12]
- Heilandskirche Zschackau, Saalkirche, Bruchsteinbau mit quadratischem Dachreiter aus Fachwerk, im 13. Jahrhundert im Stil der Romanik erbaut, nach einem Brand mit barocken Veränderungen 1656–1670 wieder errichtet
- Herrenhaus Last, 1848 im englischen Stil erbaut, heute Wohnhaus
- Dorfkirche Dautzschen, romanische Saalkirche aus der zweiten Hälfte des 12. Jahrhunderts, Ende des 15. Jahrhunderts umgebaut. Im Dreißigjährigen Krieg schwer beschädigt, erfolgte im 17. Jahrhundert der Wiederaufbau. Um 1777 wurde das Turmobergeschoss mit einer Turmhaube und Laterne versehen.
- Waldgebiet Falkenstruth mit Naturlehrpfad (Ortslage Beilrode)
- Tiergehege Beilrode (3 Hektar großes Tiergehege mit Damwild und Ziegen)
- Otto-Dienst-Straße mit den ältesten Häusern des Ortes
- Panzer T-34-85, „Denkmal der Befreiung“ im Park

## Verkehr
Die Bundesstraße 183 verläuft südlich der Gemeinde, die Bundesstraße 87 und die Eisenbahnstrecke Halle–Cottbus verlaufen durch das Gemeindegebiet. Auf dem Gemeindegebiet befindet sich ein kleiner Flugplatz.

## Persönlichkeiten
- Carl Rex (1660–1716), kurfürstlich-sächsischer Geheimer Rat, in Kreischau geboren
- Jacob Heinrich Reinhold (1723–1789), kursächsischer Beamter, in Kreischau geboren
- Carl Ferdinand Fiedler (1799–1844), Pfarrer in Döbrichau
- Georg Wilhelm Wiesand (1835–1893), Besitzer des Rittergutes Zwethau
- Luise Halbe (1867–1957), Ehefrau des Schriftstellers Max Halbe, in Kreischau geboren
- Eberhard Klapproth (1921–2010), Politiker, Oberbürgermeister von Esslingen am Neckar, in Zschackau geboren
- Erwin Ziesmann (1925–2009), Politiker (DBD), LPG-Vorsitzender in Beilrode
- Gerd Höhne (1929–2019), Diplomat, in Dautzschen geboren
- Christa Ebert (* 1947), Literaturwissenschaftlerin, in Beilrode geboren
- Johanna Wanka (* 1951), Politikerin (CDU), Bundes- und Landesministerin, in Rosenfeld geboren
- Gudrun Petzold (* 1952), Politikerin (AfD), in Großtreben geboren